# Yeşilova, Karayazı
Yeşilova là một xã thuộc huyện Karayazı, tỉnh Erzurum, Thổ Nhĩ Kỳ. Dân số thời điểm năm 2011 là 128 người.